# Никитинское (Курганская область)

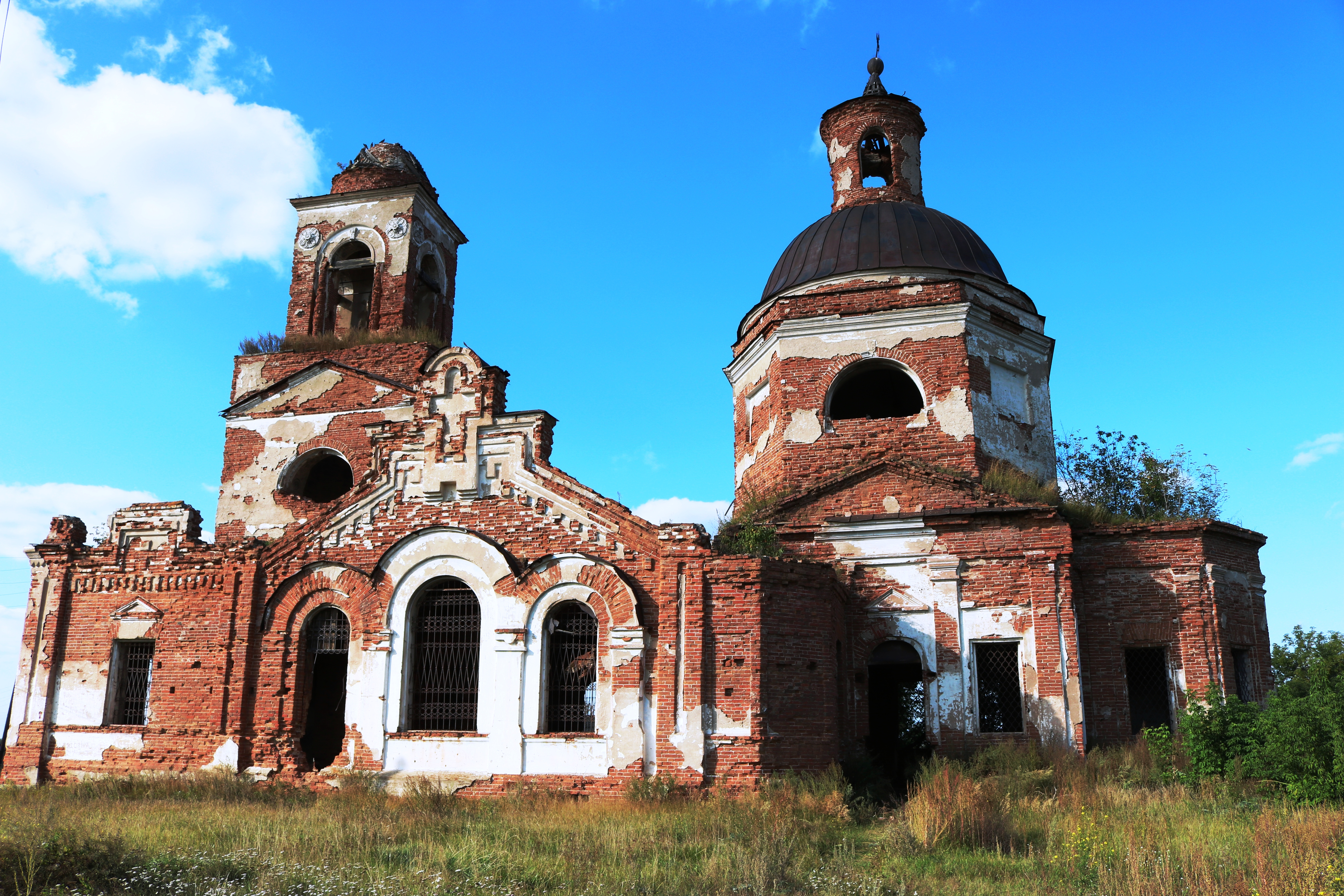
Церковь Святого Прокопия Устюжского, фото 2017 года

Никитинское — село в Катайском районе Курганской области. Является административным центром Никитинского сельсовета.

## География
Село расположено на правом берегу реки Исети, при впадении в неё реки Синары, в 13 километрах (в 15 километрах по автодороге) к западу от районного центра города Катайска, в 207 километрах (в 236 километрах по автодороге) к северо-западу от областного центра города Кургана.
Часовой пояс
Никитинское, как и вся Курганская область, находится в часовой зоне МСК+2. Смещение применяемого времени относительно UTC составляет +5:00.

## История
Деревня Никитина основана около 1675 года Никитой Табожчиковым.
В 1824 году освящена церковь.
Село входило в состав Колчеданской волости Камышловского уезда Пермской губернии (данные ревизии 1834 года), затем вошло в состав Катайской волости того же уезда (данные ревизий 1850 и 1858 годов), впоследствии стало административным центром Никитинской волости того же уезда.
В июле 1918 года установлена белогвардейская власть. В июле 1919 года установлена советская власть.
В 1919 году образован Никитинский сельсовет.
В годы советской власти жители работали в колхозе им. Ильича. В 1961 году колхоз вошёл в состав молочного совхоза «Красные орлы».

## Церковь
13 (25) июня 1821 года по грамоте епископа Пермского и Екатеринбургского Иустина заложен храм. В 1824 году освящен каменный храм с престолом в честь Введения во храм Пресвятой Богородицы. Никитинский приход, кроме села, состоял из деревень: Ипатовой, Медведевой, Ярков и части деревни Булыгиной. В 1840 году освящен холодный храм с престолом во имя святого праведного Прокопия, Устюжскаго Чудотворца.  В 1868 году в Никитинский приход была присоединена и другая половина деревни Булыгиной, раньше принадлежавшая к Зырянскому приходу. 15 (27) августа 1887 года заложен северный придела во имя святого Николая, Мирликийскаго Чудотворца; освящен придел 8 (20) ноября 1899 года. В годы Советской власти храм закрыт. В настоящее время здание бывшей церкви находится в аварийном полуразрушенном состоянии. Внутренняя отделка храма полностью уничтожена, местами сохранилась штукатурка.

## Школа
В селе Никитинском в доеволюционные времена существовало земское училище. Ныне действует Никитинская начальная школа.

## Общественно-деловая зона
- В здании администрации сельсовета расположен фельдшерско-акушерский пункт и библиотека, в которой 4 тысячи книг[5].
- Клуб
- В 1970-е годы установлен четырёхгранный обелиск, увенчанный красной пятиконечной звездой. На гранях памятника прикреплены плиты с фамилиями погибших в Великой Отечественной войне[6].

## Население
| 1869 | 1904 | 1920  | 1926  | 1989 | 2002 | 2010 |
| ---- | ---- | ----- | ----- | ---- | ---- | ---- |
| 617  | ↗938 | ↗1117 | ↘1113 | ↘265 | ↘201 | ↘146 |

Национальный состав
- По данным переписи населения 2002 года, в Никитинском проживал 201 человек, из них русские — 95 %.
- По данным переписи 1926 года, проживало 1113 человек, все русские.